# Лэнгтон, Брук
Брук Лэнгтон (англ. Brooke Langton, род. 27 ноября 1970) — американская актриса.

## Жизнь и карьера
Брук Лэнгтон родилась в Аризоне и окончила университет Сан-Диего. Она в основном известна благодаря своей роли Саманты Рейли в оригинальном телесериале «Мелроуз Плейс», в котором она снималась с 1996 по 1998 год. Она покинула шоу когда ей предложили главную роль в телесериале «Сеть», телеверсии одноимённого фильма 1996 года с Сандрой Буллок. Шоу было закрыто после одного сезона в 1999 году.
В 2000 году Лэнгтон сыграла главную женскую роль в кинофильме «Дублёры» с Киану Ривзом, а после снялась в фильмах «100 проблем и девушка», «Поцелуй невесту», «Запасные игроки», «Прекрасный мечтатель» и «Первобытное зло». В 2007—2008 годах она снималась в сериале «Жизнь как приговор», который также был закрыт после двух сезонов. Лэнгтон с тех пор продолжала работать, снимаясь в эпизодах сериалов «Ищейка», «Менталист» и «Сверхъестественное», а также в малых фильмах.

## Фильмография
- 1994 — Скорость падения / Terminal Velocity
- 1996 — Тусовщики / Swingers
- 1996 — Слушай / Listen
- 1996—1998 — Мелроуз Плейс / Melrose Place
- 1998 — Нарушитель спокойствия / Reach the Rock
- 1998—1999 — Сеть / The Net
- 2000 — 100 проблем и девушка / Playing Mona Lisa
- 2000 — Дублёры / The Replacements
- 2002 — Поцелуй невесту / Kiss the Bride
- 2006 — Запасные игроки / The Benchwarmers
- 2006 — Прекрасный мечтатель / Beautiful Dreamer
- 2007 — Первобытное зло / Primeval
- 2007—2008 — Огни ночной пятницы / Friday Night Lights
- 2007—2008 — Жизнь как приговор / Life
- 2012 — Рождество с Чилли / Chilly Christmas
- 2013 — Кости / Bones
- 2014 — К-9: Легенда о потерянном золоте / K-9 Adventures: Legend of the Lost Gold
- 2015 — Сделка Оливера / Oliver’s Deal
- 2015 — Влияние Земли / Impact Earth